# Torneo de Verano 2017 (Perú)
El Torneo de Verano 2017 fue el primero de los tres torneos cortos que formó parte del Campeonato Descentralizado 2017. Empezó el 4 de febrero con la fase de grupos y terminó el 31 de mayo con la final.

## Formato
Los dieciséis equipos serán divididos, mediante sorteo, en dos grupos de ocho cada uno. Para realizar el sorteo se dividirá a los participantes en tres bombos. Dentro de cada grupo los equipos jugarán entre sí mediante sistema de todos contra todos dos veces, totalizando catorce partidos cada uno. Al término de las catorce fechas los primeros de cada grupo se clasificarán para la final, la cual se jugará a doble partido.
El campeón se clasificará para la Primera Fase de la Copa Libertadores 2018.

## Equipos participantes
En el torneo participaran 16 equipos: los catorce primeros del Campeonato Descentralizado 2016 más el campeón de la Segunda División 2016 y el campeón de la Copa Perú 2016.

### Ascensos y descensos
Defensor La Bocana y Universidad César Vallejo descendieron la temporada pasada y serán reemplazados por Academia Cantolao y Sport Rosario. Academia Cantolao ascendió luego de que la Comisión de Justicia de la F. P. F. resolviera declararlo campeón luego de una polémica desatada tras la final de la Segunda División 2016. Sport Rosario ascendió luego de ganar la Copa Perú 2016. Ambos equipos ascendidos jugarán por primera vez en Primera División.
| Pos. | Ascendido de Segunda División 2016 |
| ---- | ---------------------------------- |
| 1    | Academia Cantolao                  |
| Pos. | Ascendido de Copa Perú 2016        |
| 1    | Sport Rosario                      |

| Pos. | Descendidos de Descentralizado 2016 |
| ---- | ----------------------------------- |
| 15   | Universidad César Vallejo           |
| 16   | Defensor La Bocana                  |

### Datos de los clubes
| Equipo                 | Ciudad          | Entrenador             | Estadio                | Capacidad | Proveedor | Auspiciador                 |
| ---------------------- | --------------- | ---------------------- | ---------------------- | --------- | --------- | --------------------------- |
| Academia Cantolao      | Callao          | Carlos Silvestri       | Miguel Grau            | 17 000    | Real      | Gatorade                    |
| Alianza Atlético       | Sullana         | Miguel Miranda         | Melanio Coloma         | 7000      | Walon     | Caja Sullana                |
| Alianza Lima           | Lima            | Pablo Bengoechea       | Alejandro Villanueva   | 35 000    | Nike      | 24Win                       |
| Ayacucho               | Ayacucho        | Francisco Melgar       | Ciudad de Cumaná       | 15 000    | Real      | New Athletic                |
| Comerciantes Unidos    | Cutervo         | Óscar Ibañez           | Juan Maldonado Gamarra | 10 000    | Loma's    | Bandera de ?                |
| Deportivo Municipal    | Lima            | Marcelo Grioni         | Iván Elías Moreno      | 10 000    | Marathon  | Edificaciones Inmobiliarias |
| Juan Aurich            | Chiclayo        | Wilmar Valencia        | Carlos A. Olivares.    | 7000      | Joma      | Bandera de ?                |
| Melgar                 | Arequipa        | Juan Reynoso           | Monumental de la UNSA  | 60 000    | Walon     | Caja Arequipa               |
| Real Garcilaso         | Cusco           | Gustavo Coronel (int.) | Garcilaso de la Vega   | 15 000    | Walon     | Electrolight                |
| Sport Huancayo         | Huancayo        | Diego Umaña            | Huancayo               | 20 000    | Walon     | Caja Huancayo               |
| Sporting Cristal       | Lima            | José del Solar         | Alberto Gallardo       | 15 000    | Adidas    | Cerveza Cristal             |
| Sport Rosario          | Huaraz          | Gerardo Ameli          | Rosas Pampa            | 20 000    | Palant    | Argenper                    |
| Unión Comercio         | Nueva Cajamarca | Miguel Prince          | IPD Nueva Cajamarca.   | 12 000    | Convert   | Electrolight                |
| Universidad San Martín | Lima            | Orlando Lavalle        | Miguel Grau            | 17 000    | Umbro     | U. S. M. P.                 |
| UTC                    | Cajamarca       | Franco Navarro         | Héroes de San Ramón    | 18 000    | Real      | Mi tierra es Cajamarca.     |
| Universitario          | Lima            | Pedro Troglio          | Monumental             | 80 093    | Umbro     | Anypsa                      |

### Cambios de entrenadores
| Equipo              | Entrenador saliente | Jor.   | Pos. | Fecha         | Entrenador entrante            | Jor. | Fecha         |
| ------------------- | ------------------- | ------ | ---- | ------------- | ------------------------------ | ---- | ------------- |
| Alianza Atlético    | Nahuel Martínez.    | 1 – 4  | 12   | 24 de febrero | Teddy Cardama (int.).          | 5    | 24 de febrero |
| Comerciantes Unidos | Jorge Aravena.      | 1 – 4  | 15   | 24 de febrero | Óscar Ibáñez.                  | 5    | 25 de febrero |
| Real Garcilaso      | Duilio Cisneros.    | 1 – 5  | 5    | 28 de febrero | Gustavo Coronel (int.).        | 6    | 28 de febrero |
| Unión Comercio      | Julio César Uribe.  | 1 – 5  | 10   | 4 de marzo    | Miguel Prince.[cita requerida] | 8    | 12 de marzo   |
| Universitario       | Roberto Challe.     | 1 – 8  | 15   | 22 de marzo   | Pedro Troglio.                 | 9    | 22 de marzo   |
| Alianza Atlético    | Teddy Cardama.      | 5 – 10 | 16   | 25 de abril   | Miguel Miranda.                | 11   | 25 de abril   |
| Unión Comercio      | Miguel Prince.      | 8 – 12 | 10   | 5 de mayo     | Gino Reyes (int.)              | 13   | 7 de mayo     |
| Sport Huancayo      | Diego Umaña.        | 1 – 14 | 9    | 10 de mayo    | Rolando Chilavert.             | 15   | 12 de mayo    |
| Deportivo Municipal | Marcelo Grioni.     | 1 – 14 | 14   | 20 de mayo    | Francisco Pizarro (int.).      | 15   | 22 de mayo    |
| Sport Rosario       | Gerardo Ameli.      | 1 – 14 | 4    | 21 de mayo    | Rainer Torres (int.).          | 15   | 22 de mayo    |

### Jugadores extranjeros
Para el presente campeonato cada equipo podrá incluir dentro de su lista de jugadores un máximo de cinco extranjeros; de los cuales solo podrán actuar de manera simultánea tres. Solo se les permitirá la sustitución de un extranjero durante la ventana de pases de medio año. Si un jugador extranjero se nacionalizará a mitad del campeonato, seguirá contando como extranjero.
| Equipo                 | Jugador 1         | Jugador 2            | Jugador 3           | Jugador 4            | Jugador 5         |
| ---------------------- | ----------------- | -------------------- | ------------------- | -------------------- | ----------------- |
| Academia Cantolao      | Federico Nicosia  | Jefferson Collazos   | Leandro Martín      |                      |                   |
| Alianza Atlético       | Jonathan Palacios | Matías Giammalva     | Víctor Zapata       |                      |                   |
| Alianza Lima           | Germán Pacheco    | Gonzalo Godoy        | Lionard Pajoy       | Luis Aguiar          |                   |
| Ayacucho               | Fabián González   | Marcos Pirchio       | Mario Villasanti    | Sixto Ramírez        |                   |
| Comerciantes Unidos    | Augusto Seimandi  | Jefferson Viveros    | Jeremías Bogado     | Luis Copete          | William Palacio   |
| Deportivo Municipal    | Danny Santoya     | Freddy Álvarez       | Luis Calderón       | Masakatsu Sawa       | Sergio Moreno     |
| Juan Aurich            | Daniel Jara       | Enzo Borges          | Marcelo Pappano     | Mauricio Mazzetti    |                   |
| Melgar                 | Dahwling Leudo    | Emanuel Herrera      | Jean Barrientos     | Omar Fernández       |                   |
| Real Garcilaso         | Alfredo Ramúa     | Carlos Neumann       | Danilo Carando      | Lampros Kontogiannis |                   |
| Sport Huancayo         | Blas López        | Giovanny Martínez    | Gustavo Villamayor  |                      |                   |
| Sporting Cristal       | Christian Ortiz   | Diego Ifrán          | Gabriel Costa       | Mauricio Viana       | Rolando Blackburn |
| Sport Rosario          | Carlos Beltrán    | Darwin Jesús Ramirez | José Miguel Andrade | Luis Perea           | Pablo Lavandeira  |
| Unión Comercio         | Armando Wila      | Cristian Bogado      | Erik Mendes         | Matías Jaime         | Matías Mirabaje   |
| Universidad San Martín | Alexis Domínguez  | Jairo Vélez          | Ramiro Cáseres      | Ramiro Ríos          |                   |
| Universidad Técnica    | Donald Millán     | Gonzalo Baglivo      | Jonathan Segura     | Maximiliano Callorda |                   |
| Universitario          | Alberto Quintero  | Arquímedes Figuera   | Diego Guastavino    | Diego Manicero       | Luis Tejada       |

### Distribución geográfica

#### Equipos por región
| Región             | Número | Equipos                |
| ------------------ | ------ | ---------------------- |
| Lima Metropolitana | 5      | Alianza Lima           |
| Lima Metropolitana | 5      | Deportivo Municipal    |
| Lima Metropolitana | 5      | Sporting Cristal       |
| Lima Metropolitana | 5      | Universidad San Martín |
| Lima Metropolitana | 5      | Universitario          |
| Cajamarca          | 2      | Comerciantes Unidos    |
| Cajamarca          | 2      | UTC                    |
| Callao             | 1      | Academia Cantolao      |
| Ancash             | 1      | Sport Rosario          |
| Arequipa           | 1      | Melgar                 |
| Ayacucho           | 1      | Ayacucho               |
| Cusco              | 1      | Real Garcilaso         |
| Junín              | 1      | Sport Huancayo         |
| Lambayeque         | 1      | Juan Aurich            |
| Piura              | 1      | Alianza Atlético       |
| San Martín         | 1      | Unión Comercio         |

## Sorteo
El sorteo se realizó el 19 de enero, para esto los equipos participantes fueron divididos en tres bombos, el Bombo 1 estuvo integrado por equipos de Lima y Callao, el Bombo 2, por equipos de altura y el Bombo 3 por los demás equipos o equipos de no altura.
| Bombo 1 (Lima y Callao) | Bombo 2 (Altura)    | Bombo 3 ("No" altura) |
| ----------------------- | ------------------- | --------------------- |
| Alianza Lima            | Comerciantes Unidos | Juan Aurich           |
| Deportivo Municipal     | Universidad Técnica | Alianza Atlético      |
| Sporting Cristal        | Sport Rosario       | Unión Comercio        |
| Universitario           | Melgar              |                       |
| Academia Cantolao       | Ayacucho            |                       |
| Universidad San Martín  | Real Garcilaso      |                       |
|                         | Sport Huancayo      |                       |

### Conformación de los Grupos
Luego del sorteo el grupo A quedó integrado por un equipo de Lima, dos de Callao, tres de altura y dos de "no" altura; el grupo B por otro lado quedó compuesto por tres equipos de Lima, cuatro de altura y uno de "no" altura. El sorteo determinó que Alianza Lima y Universitario terminaran en el mismo grupo, lo cual dará lugar a dos partidos más del Superclásico.
| Equipos de    | Grupo A                | Grupo B             |
| ------------- | ---------------------- | ------------------- |
| Lima y Callao | Academia Cantolao      | Alianza Lima        |
| Lima y Callao | Sporting Cristal       | Deportivo Municipal |
| Lima y Callao | Universidad San Martín | Universitario       |
| Altura        | Ayacucho               | Comerciantes Unidos |
| Altura        | Melgar                 | Real Garcilaso      |
| Altura        | Sport Rosario          | Sport Huancayo      |
| Altura        | Sport Rosario          | Universidad Técnica |
| No altura     | Unión Comercio         | Juan Aurich         |
| No altura     | Alianza Atlético       | Juan Aurich         |

## Grupo A

### Tabla de posiciones
Para el cálculo de la tabla de posiciones se asignarán tres puntos por cada victoria, uno por cada empate y cero en caso de derrota. La posición en la tabla dependerá de la cantidad de puntos obtenidos, la diferencia entre los goles anotados y los goles recibidos, la cantidad de goles anotados y la cantidad de goles recibidos.
  Actualizado el 14 de mayo de 2017.
| Pos. | Equipo                 | PJ | PG | PE | PP | GF | GC | DG  | Pts. | Clasificado a              |
| ---- | ---------------------- | -- | -- | -- | -- | -- | -- | --- | ---- | -------------------------- |
| 1    | FBC Melgar             | 14 | 7  | 6  | 1  | 20 | 12 | +8  | 27   | Final del Torneo de Verano |
| 2    | Sport Rosario          | 14 | 6  | 6  | 2  | 13 | 7  | +6  | 24   |                            |
| 3    | Sporting Cristal       | 14 | 6  | 4  | 4  | 27 | 16 | +11 | 22   |                            |
| 4    | Academia Cantolao      | 14 | 5  | 4  | 5  | 16 | 15 | +1  | 19   |                            |
| 5    | Universidad San Martín | 14 | 5  | 2  | 7  | 18 | 19 | –1  | 17   |                            |
| 6    | Ayacucho FC            | 14 | 4  | 4  | 6  | 18 | 21 | –3  | 16   |                            |
| 7    | Unión Comercio         | 14 | 4  | 4  | 6  | 16 | 20 | –4  | 16   |                            |
| 8    | Alianza Atlético       | 14 | 3  | 2  | 9  | 10 | 28 | –18 | 11   |                            |

### Evolución de las clasificaciones
En esta sección se muestra la posición ocupada por cada uno de los ocho equipos al término de cada jornada. Los colores son los mismos utilizados en la tabla de posiciones y hacen referencia a la clasificación en una determina jornada.
| Jornada                | 1 | 2 | 3 | 4 | 5 | 6 | 7 | 8 | 9 | 10 | 11 | 12 | 13 | 14 |
| Equipo                 |   |   |   |   |   |   |   |   |   |    |    |    |    |    |
| ---------------------- | - | - | - | - | - | - | - | - | - | -- | -- | -- | -- | -- |
| Melgar                 | 4 | 3 | 3 | 2 | 1 | 1 | 1 | 1 | 1 | 2  | 1  | 1  | 1  | 1  |
| Sport Rosario          | 2 | 1 | 1 | 3 | 2 | 2 | 2 | 2 | 3 | 1  | 2  | 2  | 2  | 2  |
| Sporting Cristal       | 5 | 2 | 2 | 1 | 3 | 3 | 3 | 3 | 2 | 3  | 3  | 3  | 3  | 3  |
| Academia Cantolao      | 3 | 7 | 7 | 8 | 8 | 8 | 8 | 8 | 6 | 7  | 5  | 5  | 4  | 4  |
| Universidad San Martín | 8 | 4 | 5 | 4 | 4 | 4 | 4 | 4 | 4 | 4  | 4  | 6  | 6  | 5  |
| Ayacucho               | 7 | 8 | 4 | 6 | 7 | 6 | 6 | 6 | 7 | 5  | 6  | 4  | 5  | 6  |
| Unión Comercio         | 6 | 6 | 8 | 5 | 6 | 7 | 7 | 5 | 5 | 6  | 7  | 7  | 7  | 7  |
| Alianza Atlético       | 1 | 5 | 6 | 7 | 5 | 5 | 5 | 7 | 8 | 8  | 8  | 8  | 8  | 8  |

### Resultados
En las siguientes tablas se muestran los resultados a gran escala entre los participantes. Un recuadro de color rojo simboliza la victoria del equipo visitante —en la parte superior—, uno verde, la victoria del local —en la parte izquierda— y uno amarillo, un empate.
|                        | ACA | AAT | AYA | MEL | SRO | CRI | UCO | USM |
| ---------------------- | --- | --- | --- | --- | --- | --- | --- | --- |
| Academia Cantolao      |     | 0–1 | 1–3 | 1–1 | 0–0 | 2–0 | 2–0 | 0–2 |
| Alianza Atlético       | 0–1 |     | 1–1 | 0–1 | 0–3 | 0–5 | 1–2 | 2–2 |
| Ayacucho               | 2–1 | 1–2 |     | 1–3 | 0–1 | 2-2 | 1–1 | 3–0 |
| Melgar                 | 0–0 | 2–1 | 2–2 |     | 0–0 | 2–2 | 3–0 | 2–1 |
| Sport Rosario          | 1–1 | 1–0 | 1–0 | 0–0 |     | 2–1 | 0–0 | 1–1 |
| Sporting Cristal       | 1–4 | 4–1 | 4–0 | 2–0 | 1–0 |     | 0–0 | 3–0 |
| Unión Comercio         | 3–1 | 5–0 | 0–2 | 1–2 | 0–2 | 2–2 |     | 2–1 |
| Universidad San Martín | 1–2 | 0–1 | 2–0 | 1–2 | 3–1 | 1–0 | 3–0 |     |

### Partidos

#### Primera vuelta
| Fecha 1                | Fecha 1   | Fecha 1           | Fecha 1          | Fecha 1      | Fecha 1 | Fecha 1  |
| Local                  | Resultado | Visita            | Estadio          | Fecha        | Hora    | TV       |
| ---------------------- | --------- | ----------------- | ---------------- | ------------ | ------- | -------- |
| Universidad San Martín | 0 – 1     | Alianza Atlético  | Miguel Grau      | 4 de febrero | 13:00   | Gol Perú |
| Sport Rosario          | 1 – 0     | Ayacucho          | Rosas Pampa      | 4 de febrero | 17:45   | Gol Perú |
| Melgar                 | 0 – 0     | Academia Cantolao | Monumental UNSA  | 4 de febrero | 20:00   | Gol Perú |
| Sporting Cristal       | 0 – 0     | Unión Comercio    | Alberto Gallardo | 5 de febrero | 11:00   | Gol Perú |

| Fecha 2           | Fecha 2   | Fecha 2                | Fecha 2          | Fecha 2       | Fecha 2 | Fecha 2           |
| Local             | Resultado | Visita                 | Estadio          | Fecha         | Hora    | TV                |
| ----------------- | --------- | ---------------------- | ---------------- | ------------- | ------- | ----------------- |
| Ayacucho          | 1 – 3     | Melgar                 | Ciudad de Cumaná | 11 de febrero | 13:00   | Gol Perú          |
| Academia Cantolao | 0 – 2     | Universidad San Martín | Miguel Grau      | 11 de febrero | 19:00   | Gol Perú          |
| Unión Comercio    | 0 – 2     | Sport Rosario          | Regional IPD     | 12 de febrero | 13:30   | Gol Perú          |
| Alianza Atlético  | 0 – 5     | Sporting Cristal       | Sesquicentenario | 12 de febrero | 16:00   | Gol Perú, América |

| Fecha 3           | Fecha 3   | Fecha 3                | Fecha 3          | Fecha 3       | Fecha 3 | Fecha 3  |
| Local             | Resultado | Visita                 | Estadio          | Fecha         | Hora    | TV       |
| ----------------- | --------- | ---------------------- | ---------------- | ------------- | ------- | -------- |
| Academia Cantolao | 1 – 3     | Ayacucho               | Miguel Grau      | 17 de febrero | 19:00   | Gol Perú |
| Sport Rosario     | 1 – 0     | Alianza Atlético       | Rosas Pampa      | 18 de febrero | 17:45   | Gol Perú |
| Sporting Cristal  | 3 – 0     | Universidad San Martín | Alberto Gallardo | 19 de febrero | 11:00   | Gol Perú |
| Melgar            | 3 – 0     | Unión Comercio         | Monumental UNSA  | 19 de febrero | 13:00   | Gol Perú |

| Fecha 4                | Fecha 4   | Fecha 4           | Fecha 4             | Fecha 4       | Fecha 4 | Fecha 4  |
| Local                  | Resultado | Visita            | Estadio             | Fecha         | Hora    | TV       |
| ---------------------- | --------- | ----------------- | ------------------- | ------------- | ------- | -------- |
| Unión Comercio         | 3 – 1     | Academia Cantolao | IPD Nueva Cajamarca | 22 de febrero | 11:00   | Gol Perú |
| Sporting Cristal       | 4 – 0     | Ayacucho          | Alberto Gallardo    | 22 de febrero | 13:15   | Gol Perú |
| Universidad San Martín | 3 – 1     | Sport Rosario     | Miguel Grau         | 22 de febrero | 20:00   | Gol Perú |
| Alianza Atlético       | 0 – 1     | Melgar            | Sesquicentenario    | 23 de febrero | 15:30   | Gol Perú |

| Fecha 5           | Fecha 5   | Fecha 5                | Fecha 5          | Fecha 5       | Fecha 5 | Fecha 5  |
| Local             | Resultado | Visita                 | Estadio          | Fecha         | Hora    | TV       |
| ----------------- | --------- | ---------------------- | ---------------- | ------------- | ------- | -------- |
| Ayacucho          | 1 – 1     | Unión Comercio         | Ciudad de Cumaná | 25 de febrero | 12:30   | Gol Perú |
| Sport Rosario     | 2 – 1     | Sporting Cristal       | Rosas Pampa      | 25 de febrero | 17:45   | Gol Perú |
| Melgar            | 2 – 1     | Universidad San Martín | Monumental UNSA  | 27 de febrero | 13:00   | Gol Perú |
| Academia Cantolao | 0 – 1     | Alianza Atlético       | Miguel Grau      | 27 de febrero | 19:00   | Gol Perú |

| Fecha 6                | Fecha 6   | Fecha 6           | Fecha 6          | Fecha 6    | Fecha 6 | Fecha 6  |
| Local                  | Resultado | Visita            | Estadio          | Fecha      | Hora    | TV       |
| ---------------------- | --------- | ----------------- | ---------------- | ---------- | ------- | -------- |
| Universidad San Martín | 3 – 0     | Unión Comercio    | Miguel Grau      | 4 de marzo | 13:00   | Gol Perú |
| Alianza Atlético       | 1 – 1     | Ayacucho          | Sesquicentenario | 4 de marzo | 15:30   | Gol Perú |
| Sporting Cristal       | 1 – 4     | Academia Cantolao | Alberto Gallardo | 5 de marzo | 11:00   | Gol Perú |
| Sport Rosario          | 0 – 0     | Melgar            | Rosas Pampa      | 5 de marzo | 13:00   | Gol Perú |

| Fecha 7           | Fecha 7   | Fecha 7                | Fecha 7             | Fecha 7    | Fecha 7 | Fecha 7  |
| Local             | Resultado | Visita                 | Estadio             | Fecha      | Hora    | TV       |
| ----------------- | --------- | ---------------------- | ------------------- | ---------- | ------- | -------- |
| Melgar            | 2 – 2     | Sporting Cristal       | Monumental UNSA     | 2 de marzo | 20:00   | Gol Perú |
| Ayacucho          | 3 – 0     | Universidad San Martín | Ciudad de Cumaná    | 7 de marzo | 15:30   | Gol Perú |
| Unión Comercio    | 5 – 0     | Alianza Atlético       | IPD Nueva Cajamarca | 8 de marzo | 11:00   | Gol Perú |
| Academia Cantolao | 0 – 0     | Sport Rosario          | Miguel Grau         | 8 de marzo | 17:45   | Gol Perú |

#### Segunda vuelta
| Fecha 8           | Fecha 8   | Fecha 8                | Fecha 8              | Fecha 8     | Fecha 8 | Fecha 8  |
| Local             | Resultado | Visita                 | Estadio              | Fecha       | Hora    | TV       |
| ----------------- | --------- | ---------------------- | -------------------- | ----------- | ------- | -------- |
| Ayacucho          | 0 – 1     | Sport Rosario          | Ciudad de Cumaná     | 11 de marzo | 11:00   | Gol Perú |
| Unión Comercio    | 2 – 2     | Sporting Cristal       | IPD Nueva Cajamarca  | 12 de marzo | 11:00   | Gol Perú |
| Academia Cantolao | 1 – 1     | Melgar                 | Miguel Grau          | 18 de marzo | 15:30   | Gol Perú |
| Alianza Atlético  | 2 – 2     | Universidad San Martín | Alejandro Villanueva | 9 de abril  | 13:30   | Gol Perú |

| Fecha 9                | Fecha 9   | Fecha 9           | Fecha 9          | Fecha 9     | Fecha 9 | Fecha 9  |
| Local                  | Resultado | Visita            | Estadio          | Fecha       | Hora    | TV       |
| ---------------------- | --------- | ----------------- | ---------------- | ----------- | ------- | -------- |
| Sporting Cristal       | 4 – 1     | Alianza Atlético  | Alberto Gallardo | 14 de abril | 13:15   | Gol Perú |
| Universidad San Martín | 1 – 2     | Academia Cantolao | Miguel Grau      | 15 de abril | 15:30   | Gol Perú |
| Sport Rosario          | 0 – 0     | Unión Comercio    | Rosas Pampa      | 15 de abril | 17:45   | Gol Perú |
| Melgar                 | 2 - 2     | Ayacucho          | Monumental UNSA  | 10 de mayo  | 19:00   | Gol Perú |

| Fecha 10               | Fecha 10  | Fecha 10          | Fecha 10            | Fecha 10    | Fecha 10 | Fecha 10 |
| Local                  | Resultado | Visita            | Estadio             | Fecha       | Hora     | TV       |
| ---------------------- | --------- | ----------------- | ------------------- | ----------- | -------- | -------- |
| Unión Comercio         | 1 – 2     | Melgar            | IPD Nueva Cajamarca | 2 de abril  | 11:00    | Gol Perú |
| Alianza Atlético       | 0 - 3     | Sport Rosario     | Melanio Coloma      | 21 de abril | 15:30    | Gol Perú |
| Universidad San Martín | 1 – 0     | Sporting Cristal  | Miguel Grau         | 21 de abril | 20:00    | Gol Perú |
| Ayacucho               | 2 - 1     | Academia Cantolao | Ciudad de Cumaná    | 22 de abril | 13:00    | Gol Perú |

| Fecha 11          | Fecha 11  | Fecha 11               | Fecha 11         | Fecha 11    | Fecha 11 | Fecha 11 |
| Local             | Resultado | Visita                 | Estadio          | Fecha       | Hora     | TV       |
| ----------------- | --------- | ---------------------- | ---------------- | ----------- | -------- | -------- |
| Academia Cantolao | 2 – 0     | Unión Comercio         | Miguel Grau      | 29 de abril | 11:00    | Gol Perú |
| Melgar            | 2 - 1     | Alianza Atlético       | Monumental UNSA  | 29 de abril | 13:15    | Gol Perú |
| Ayacucho          | 2 - 2     | Sporting Cristal       | Ciudad de Cumaná | 30 de abril | 11:00    | Gol Perú |
| Sport Rosario     | 1 – 1     | Universidad San Martín | Rosas Pampa      | 30 de abril | 18:15    | Gol Perú |

| Fecha 12               | Fecha 12  | Fecha 12          | Fecha 12            | Fecha 12   | Fecha 12 | Fecha 12 |
| Local                  | Resultado | Visita            | Estadio             | Fecha      | Hora     | TV       |
| ---------------------- | --------- | ----------------- | ------------------- | ---------- | -------- | -------- |
| Sporting Cristal       | 1 – 0     | Sport Rosario     | Alberto Gallardo    | 8 de abril | 15:30    | Gol Perú |
| Alianza Atlético       | 0 – 1     | Academia Cantolao | Melanio Coloma      | 2 de mayo  | 15:30    | Gol Perú |
| Universidad San Martín | 1 – 2     | Melgar            | Miguel Grau         | 3 de mayo  | 13:15    | Gol Perú |
| Unión Comercio         | 0 – 2     | Ayacucho          | IPD Nueva Cajamarca | 4 de mayo  | 13:15    | Gol Perú |

| Fecha 13          | Fecha 13  | Fecha 13               | Fecha 13            | Fecha 13  | Fecha 13 | Fecha 13 |
| Local             | Resultado | Visita                 | Estadio             | Fecha     | Hora     | TV       |
| ----------------- | --------- | ---------------------- | ------------------- | --------- | -------- | -------- |
| Unión Comercio    | 2 – 1     | Universidad San Martín | IPD Nueva Cajamarca | 7 de mayo | 11:00    | Gol Perú |
| Melgar            | 0 – 0     | Sport Rosario          | Monumental UNSA     | 7 de mayo | 13:15    | Gol Perú |
| Ayacucho          | 1 – 2     | Alianza Atlético       | Ciudad de Cumaná    | 7 de mayo | 13:15    | –        |
| Academia Cantolao | 2 – 0     | Sporting Cristal       | Miguel Grau         | 8 de mayo | 15:30    | Gol Perú |

| Fecha 14               | Fecha 14  | Fecha 14          | Fecha 14         | Fecha 14   | Fecha 14 | Fecha 14 |
| Local                  | Resultado | Visita            | Estadio          | Fecha      | Hora     | TV       |
| ---------------------- | --------- | ----------------- | ---------------- | ---------- | -------- | -------- |
| Alianza Atlético       | 1 – 2     | Unión Comercio    | Melanio Coloma   | 13 de mayo | 13:15    | Gol Perú |
| Universidad San Martín | 2 – 0     | Ayacucho          | Miguel Grau      | 13 de mayo | 15:30    | Gol Perú |
| Sporting Cristal       | 2 – 0     | Melgar            | Alberto Gallardo | 14 de mayo | 15:30    | CMD      |
| Sport Rosario          | 1 – 1     | Academia Cantolao | Rosas Pampa      | 14 de mayo | 15:30    | –        |

## Grupo B

### Tabla de posiciones
Para el cálculo de la tabla de posiciones se asignarán tres puntos por cada victoria, uno por cada empate y cero en caso de derrota. La posición en la tabla dependerá de la cantidad de puntos obtenidos, la diferencia entre los goles anotados y los goles recibidos, la cantidad de goles anotados y la cantidad de goles recibidos.
  Actualizado el 14 de mayo de 2017.
| Pos. | Equipo              | PJ | PG | PE | PP | GF | GC | DG  | Pts. | Clasificado a              |
| ---- | ------------------- | -- | -- | -- | -- | -- | -- | --- | ---- | -------------------------- |
| 1    | UTC                 | 14 | 8  | 3  | 3  | 24 | 15 | +9  | 27   | Final del Torneo de Verano |
| 2    | Alianza Lima        | 14 | 6  | 5  | 3  | 22 | 15 | +7  | 23   |                            |
| 3    | Real Garcilaso      | 14 | 6  | 3  | 5  | 24 | 18 | +6  | 21   |                            |
| 4    | Sport Huancayo      | 14 | 6  | 3  | 5  | 20 | 20 | 0   | 21   |                            |
| 5    | Universitario       | 14 | 5  | 4  | 5  | 19 | 18 | +1  | 19   |                            |
| 6    | Comerciantes Unidos | 14 | 5  | 3  | 6  | 18 | 22 | –4  | 18   |                            |
| 7    | Deportivo Municipal | 14 | 4  | 2  | 8  | 13 | 16 | –3  | 14   |                            |
| 8    | Juan Aurich         | 14 | 2  | 5  | 7  | 15 | 31 | –16 | 11   |                            |

### Evolución de las clasificaciones
En esta sección se muestra la posición ocupada por cada uno de los ocho equipos al término de cada jornada. Los colores son los mismos utilizados en la tabla de posiciones y hacen referencia a la clasificación en una determina jornada.
| Jornada             | 1 | 2 | 3 | 4 | 5 | 6 | 7 | 8 | 9 | 10 | 11 | 12 | 13 | 14 |
| Equipo              |   |   |   |   |   |   |   |   |   |    |    |    |    |    |
| ------------------- | - | - | - | - | - | - | - | - | - | -- | -- | -- | -- | -- |
| Universidad Técnica | 1 | 5 | 2 | 2 | 1 | 1 | 1 | 1 | 1 | 1  | 1  | 1  | 1  | 1  |
| Alianza Lima        | 5 | 3 | 3 | 3 | 3 | 4 | 4 | 4 | 2 | 3  | 4  | 3  | 2  | 2  |
| Real Garcilaso      | 2 | 1 | 1 | 1 | 2 | 2 | 2 | 3 | 3 | 4  | 2  | 2  | 4  | 3  |
| Sport Huancayo      | 4 | 2 | 5 | 4 | 4 | 3 | 3 | 2 | 5 | 2  | 3  | 5  | 5  | 4  |
| Universitario       | 3 | 6 | 7 | 6 | 7 | 5 | 7 | 7 | 7 | 7  | 7  | 7  | 6  | 5  |
| Comerciantes Unidos | 8 | 8 | 8 | 8 | 6 | 7 | 6 | 5 | 4 | 6  | 5  | 4  | 3  | 6  |
| Deportivo Municipal | 7 | 4 | 4 | 5 | 5 | 6 | 5 | 6 | 6 | 5  | 6  | 6  | 7  | 7  |
| Juan Aurich         | 6 | 7 | 6 | 7 | 8 | 8 | 8 | 8 | 8 | 8  | 8  | 8  | 8  | 8  |

### Resultados
En las siguientes tablas se muestran los resultados a gran escala entre los participantes. Un recuadro de color rojo simboliza la victoria del equipo visitante —en la parte superior—, uno verde, la victoria del local —en la parte izquierda— y uno amarillo, un empate.
|                     | ALI | COU | MUN | JAU | RGA | SHU | UTC | UNI |
| ------------------- | --- | --- | --- | --- | --- | --- | --- | --- |
| Alianza Lima        |     | 0-0 | 2–2 | 7–2 | 2–0 | 2–2 | 0–0 | 2–0 |
| Comerciantes Unidos | 0–2 |     | 3–2 | 0–1 | 2–4 | 2–1 | 4–2 | 3–0 |
| Deportivo Municipal | 2–0 | 0–1 |     | 2–1 | 1–1 | 2–0 | 0–1 | 1–2 |
| Juan Aurich         | 0–1 | 1–1 | 0–1 |     | 3–1 | 1–1 | 2–2 | 0–0 |
| Real Garcilaso      | 2–1 | 0–0 | 1–0 | 7–0 |     | 2–0 | 1–4 | 3–1 |
| Sport Huancayo      | 1–2 | 4–2 | 2–0 | 3–2 | 1–0 |     | 2–1 | 2–1 |
| Universidad Técnica | 1–1 | 2–0 | 1–0 | 3–0 | 2–1 | 2–0 |     | 2–1 |
| Universitario       | 3–0 | 3–0 | 1–0 | 2–2 | 1–1 | 1–1 | 3-1 |     |

### Partidos

#### Primera vuelta
| Fecha 1        | Fecha 1   | Fecha 1             | Fecha 1              | Fecha 1      | Fecha 1 | Fecha 1           |
| Local          | Resultado | Visita              | Estadio              | Fecha        | Hora    | TV                |
| -------------- | --------- | ------------------- | -------------------- | ------------ | ------- | ----------------- |
| UTC            | 2 – 0     | Comerciantes Unidos | Héroes de San Ramón  | 4 de febrero | 15:30   | Gol Perú          |
| Real Garcilaso | 1 – 0     | Deportivo Municipal | Túpac Amaru          | 5 de febrero | 11:00   | Gol Perú          |
| Universitario  | 1 – 1     | Sport Huancayo      | Monumental           | 5 de febrero | 16:00   | Gol Perú, América |
| Juan Aurich    | 0 – 1     | Alianza Lima        | Alejandro Villanueva | 9 de abril   | 16:00   | Gol Perú          |

| Fecha 2             | Fecha 2   | Fecha 2        | Fecha 2                | Fecha 2       | Fecha 2 | Fecha 2  |
| Local               | Resultado | Visita         | Estadio                | Fecha         | Hora    | TV       |
| ------------------- | --------- | -------------- | ---------------------- | ------------- | ------- | -------- |
| Deportivo Municipal | 2 – 1     | Juan Aurich    | Iván Elías Moreno      | 10 de febrero | 15:30   | Gol Perú |
| Comerciantes Unidos | 2 – 4     | Real Garcilaso | Juan Maldonado Gamarra | 11 de febrero | 15:30   | Gol Perú |
| Sport Huancayo      | 2 – 1     | UTC            | Huancayo               | 12 de febrero | 11:00   | Gol Perú |
| Alianza Lima        | 2 – 0     | Universitario  | Alejandro Villanueva   | 12 de febrero | 18:15   | Gol Perú |

| Fecha 3        | Fecha 3   | Fecha 3             | Fecha 3                   | Fecha 3       | Fecha 3 | Fecha 3           |
| Local          | Resultado | Visita              | Estadio                   | Fecha         | Hora    | TV                |
| -------------- | --------- | ------------------- | ------------------------- | ------------- | ------- | ----------------- |
| Real Garcilaso | 2 – 0     | Sport Huancayo      | Túpac Amaru               | 18 de febrero | 13:00   | Gol Perú          |
| Juan Aurich    | 1 – 1     | Comerciantes Unidos | Francisco Mendoza Pizarro | 18 de febrero | 15:30   | Gol Perú          |
| UTC            | 2 – 1     | Universitario       | Héroes de San Ramón       | 19 de febrero | 15:30   | Gol Perú, América |
| Alianza Lima   | 2 – 2     | Deportivo Municipal | Alejandro Villanueva      | 19 de febrero | 18:00   | Gol Perú          |

| Fecha 4             | Fecha 4   | Fecha 4             | Fecha 4                | Fecha 4       | Fecha 4 | Fecha 4        |
| Local               | Resultado | Visita              | Estadio                | Fecha         | Hora    | TV             |
| ------------------- | --------- | ------------------- | ---------------------- | ------------- | ------- | -------------- |
| UTC                 | 1 – 0     | Deportivo Municipal | Héroes de San Ramón    | 22 de febrero | 15:30   | No transmitido |
| Comerciantes Unidos | 0 – 2     | Alianza Lima        | Juan Maldonado Gamarra | 22 de febrero | 15:30   | Gol Perú       |
| Sport Huancayo      | 3 – 2     | Juan Aurich         | Huancayo               | 23 de febrero | 13:15   | Gol Perú       |
| Universitario       | 1 – 1     | Real Garcilaso      | Monumental             | 23 de febrero | 20:00   | Gol Perú       |

| Fecha 5             | Fecha 5   | Fecha 5             | Fecha 5              | Fecha 5       | Fecha 5 | Fecha 5           |
| Local               | Resultado | Visita              | Estadio              | Fecha         | Hora    | TV                |
| ------------------- | --------- | ------------------- | -------------------- | ------------- | ------- | ----------------- |
| Deportivo Municipal | 0 – 1     | Comerciantes Unidos | Iván Elías Moreno    | 25 de febrero | 15:30   | Gol Perú          |
| Real Garcilaso      | 1 – 4     | UTC                 | Túpac Amaru          | 26 de febrero | 11:00   | Gol Perú          |
| Juan Aurich         | 0 – 0     | Universitario       | Mansiche.            | 26 de febrero | 16:00   | Gol Perú, América |
| Alianza Lima        | 2 – 2     | Sport Huancayo      | Alejandro Villanueva | 26 de febrero | 18:15   | Gol Perú          |

| Fecha 6        | Fecha 6   | Fecha 6             | Fecha 6             | Fecha 6    | Fecha 6 | Fecha 6           |
| Local          | Resultado | Visita              | Estadio             | Fecha      | Hora    | TV                |
| -------------- | --------- | ------------------- | ------------------- | ---------- | ------- | ----------------- |
| Sport Huancayo | 4 – 2     | Comerciantes Unidos | Huancayo            | 4 de marzo | 11:00   | Gol Perú          |
| Universitario  | 1 – 0     | Deportivo Municipal | Monumental          | 4 de marzo | 20:00   | Gol Perú          |
| Real Garcilaso | 2 – 1     | Alianza Lima        | Túpac Amaru         | 5 de marzo | 15:30   | Gol Perú, América |
| UTC            | 3 – 0     | Juan Aurich         | Héroes de San Ramón | 5 de marzo | 15:30   | No transmitido    |

| Fecha 7             | Fecha 7   | Fecha 7        | Fecha 7                   | Fecha 7    | Fecha 7 | Fecha 7  |
| Local               | Resultado | Visita         | Estadio                   | Fecha      | Hora    | TV       |
| ------------------- | --------- | -------------- | ------------------------- | ---------- | ------- | -------- |
| Juan Aurich         | 3 – 1     | Real Garcilaso | Francisco Mendoza Pizarro | 8 de marzo | 13:15   | Gol Perú |
| Deportivo Municipal | 2 – 0     | Sport Huancayo | Iván Elías Moreno         | 8 de marzo | 15:30   | Gol Perú |
| Alianza Lima        | 0 – 0     | UTC            | Alejandro Villanueva      | 8 de marzo | 20:00   | Gol Perú |
| Comerciantes Unidos | 3 – 0     | Universitario  | Juan Maldonado Gamarra    | 9 de marzo | 15:30   | Gol Perú |

#### Segunda vuelta
| Fecha 8             | Fecha 8   | Fecha 8        | Fecha 8                | Fecha 8     | Fecha 8 | Fecha 8           |
| Local               | Resultado | Visita         | Estadio                | Fecha       | Hora    | TV                |
| ------------------- | --------- | -------------- | ---------------------- | ----------- | ------- | ----------------- |
| Deportivo Municipal | 1 – 1     | Real Garcilaso | Iván Elías Moreno      | 11 de marzo | 15:30   | Gol Perú          |
| Sport Huancayo      | 2 – 1     | Universitario  | Huancayo               | 12 de marzo | 13:15   | Gol Perú          |
| Alianza Lima        | 7 – 2     | Juan Aurich    | Alejandro Villanueva   | 12 de marzo | 16:00   | Gol Perú, América |
| Comerciantes Unidos | 4 – 2     | UTC            | Juan Maldonado Gamarra | 13 de marzo | 15:30   | Gol Perú          |

| Fecha 9        | Fecha 9   | Fecha 9             | Fecha 9             | Fecha 9     | Fecha 9 | Fecha 9  |
| Local          | Resultado | Visita              | Estadio             | Fecha       | Hora    | TV       |
| -------------- | --------- | ------------------- | ------------------- | ----------- | ------- | -------- |
| UTC            | 2 – 0     | Sport Huancayo      | Héroes de San Ramón | 14 de abril | 15:30   | Gol Perú |
| Universitario  | 3 – 0     | Alianza Lima        | Monumental          | 15 de abril | 20:00   | Gol Perú |
| Real Garcilaso | 0 – 0     | Comerciantes Unidos | Túpac Amaru         | 16 de abril | 13:15   | Gol Perú |
| Juan Aurich    | 0 – 1     | Deportivo Municipal | Carlos A. Olivares  | 16 de abril | 16:00   | Gol Perú |

| Fecha 10            | Fecha 10  | Fecha 10       | Fecha 10               | Fecha 10    | Fecha 10 | Fecha 10         |
| Local               | Resultado | Visita         | Estadio                | Fecha       | Hora     | TV               |
| ------------------- | --------- | -------------- | ---------------------- | ----------- | -------- | ---------------- |
| Comerciantes Unidos | 0 – 1     | Juan Aurich    | Juan Maldonado Gamarra | 22 de abril | 15:30    | Gol Perú         |
| Universitario       | 3 – 1     | UTC            | Monumental             | 22 de abril | 20:00    | Gol Perú         |
| Sport Huancayo      | 0 – 3     | Real Garcilaso | Huancayo               | 23 de abril | 13:30    | Gol Perú         |
| Deportivo Municipal | 2 – 0     | Alianza Lima   | Nacional               | 23 de abril | 16:00    | Gol Perú, Latina |

| Fecha 11            | Fecha 11  | Fecha 11            | Fecha 11             | Fecha 11    | Fecha 11 | Fecha 11         |
| Local               | Resultado | Visita              | Estadio              | Fecha       | Hora     | TV               |
| ------------------- | --------- | ------------------- | -------------------- | ----------- | -------- | ---------------- |
| Deportivo Municipal | 0 – 1     | UTC                 | Iván Elías Moreno    | 29 de abril | 15:30    | Gol Perú, Latina |
| Real Garcilaso      | 3 – 1     | Universitario       | Túpac Amaru          | 30 de abril | 13:15    | Gol Perú         |
| Juan Aurich         | 1 – 1     | Sport Huancayo      | Carlos A. Olivares   | 30 de abril | 15:30    | –                |
| Alianza Lima        | 0 – 0     | Comerciantes Unidos | Alejandro Villanueva | 30 de abril | 16:00    | Gol Perú, Latina |

| Fecha 12            | Fecha 12  | Fecha 12            | Fecha 12               | Fecha 12  | Fecha 12 | Fecha 12 |
| Local               | Resultado | Visita              | Estadio                | Fecha     | Hora     | TV       |
| ------------------- | --------- | ------------------- | ---------------------- | --------- | -------- | -------- |
| Sport Huancayo      | 1 – 2     | Alianza Lima        | Huancayo               | 3 de mayo | 15:30    | Gol Perú |
| UTC                 | 2 – 1     | Real Garcilaso      | Héroes de San Ramón    | 3 de mayo | 15:30    | –        |
| Universitario       | 2 – 2     | Juan Aurich         | Monumental             | 3 de mayo | 20:00    | Gol Perú |
| Comerciantes Unidos | 3 – 2     | Deportivo Municipal | Juan Maldonado Gamarra | 4 de mayo | 15:30    | Gol Perú |

| Fecha 13            | Fecha 13  | Fecha 13       | Fecha 13               | Fecha 13    | Fecha 13 | Fecha 13         |
| Local               | Resultado | Visita         | Estadio                | Fecha       | Hora     | TV               |
| ------------------- | --------- | -------------- | ---------------------- | ----------- | -------- | ---------------- |
| Comerciantes Unidos | 2 – 1     | Sport Huancayo | Juan Maldonado Gamarra | 10 de abril | 15:30    | Gol Perú         |
| Juan Aurich         | 2 – 2     | UTC            | Carlos A. Olivares     | 6 de mayo   | 15:30    | Gol Perú         |
| Alianza Lima        | 2 – 0     | Real Garcilaso | Alejandro Villanueva   | 6 de mayo   | 20:00    | Gol Perú         |
| Deportivo Municipal | 1 – 2     | Universitario  | Iván Elías Moreno      | 7 de mayo   | 15:30    | Gol Perú, Latina |

| Fecha 14       | Fecha 14  | Fecha 14            | Fecha 14            | Fecha 14   | Fecha 14 | Fecha 14         |
| Local          | Resultado | Visita              | Estadio             | Fecha      | Hora     | TV               |
| -------------- | --------- | ------------------- | ------------------- | ---------- | -------- | ---------------- |
| Universitario  | 3 – 0     | Comerciantes Unidos | Monumental          | 13 de mayo | 20:00    | Gol Perú         |
| Sport Huancayo | 2 – 0     | Deportivo Municipal | Huancayo            | 14 de mayo | 13:00    | Gol Perú         |
| UTC            | 1 – 1     | Alianza Lima        | Héroes de San Ramón | 14 de mayo | 15:30    | Gol Perú, Latina |
| Real Garcilaso | 7 – 0     | Juan Aurich         | Túpac Amaru         | 14 de mayo | 15:30    | –                |

## Final
La final se jugará a doble partido entre los ganadores de cada uno de los grupos. El ganador obtendrá un cupo para la primera fase de la Copa Libertadores 2018.[Véase consideraciones]

### Equipos participantes
| Equipo | Método de clasificación | Fecha      |
| ------ | ----------------------- | ---------- |
| Melgar | Ganador del Grupo A     | 10 de mayo |
| UTC    | Ganador del Grupo B     | 6 de mayo  |

### Partidos
| Campeón | Global | Subcampeón |
| ------- | ------ | ---------- |
| Melgar  | 2 — 2  | UTC        |

| 21 de mayo de 2017, 16:00 | Melgar        | 1:0 (1:0) | UTC | Estadio Monumental UNSA, Arequipa                             |                                                               |
|                           | Fernández 30' | Reporte   |     | Asistencia: 11 168 espectadores Árbitro(s): Miguel Santiváñez | Asistencia: 11 168 espectadores Árbitro(s): Miguel Santiváñez |

| 31 de mayo de 2017, 14:30 | UTC                                            | 2:1 (2:0) (3:4 p.)         | Melgar                                           | Estadio Héroes de San Ramón, Cajamarca                 |                                                        |
|                           | Dulanto 7' · Millán 39'                        | Reporte                    | Herrera 90+1'                                    | Asistencia: 10 242 espectadores Árbitro(s): J. Alarcon | Asistencia: 10 242 espectadores Árbitro(s): J. Alarcon |
|                           |                                                | Tiros desde el punto penal |                                                  |                                                        |                                                        |
|                           | Guerrero · J. Segura · Díaz · Dulanto · Millán |                            | Fernández · Barrientos · Herrera · Zúñiga · Arce |                                                        |                                                        |

|                                                            |
| Melgar                                                     |
| Campeón                                                    |
| Clasificado a la segunda fase de la Copa Libertadores 2018 |

## Estadísticas
A continuación se muestran las estadísticas del Torneo de Verano, de acuerdo al portal web soccerway.

### Goleadores
Actualizado el 15 de mayo de 2017.
| Pos. | Jugador            | Equipo                    | Goles | PJ |
| ---- | ------------------ | ------------------------- | ----- | -- |
| 1    | Jefferson Collazos | Academia Cantolao         | 8     | 12 |
| 2    | Luis Aguiar        | Alianza Lima              | 7     | 13 |
| 2    | Luis Tejada        | Universitario             | 7     | 11 |
| 3    | Alexander Succar   | Universidad de San Martín | 6     | 11 |
| 4    | Danilo Carando     | Real Garcilaso            | 6     | 12 |
| 5    | Cristian Bogado    | Unión Comercio            | 6     | 12 |

#### Tripletes o más
A continuación se detallan los tripletes (o más) conseguidos durante el torneo, ordenados cronológicamente.
| Fecha       | Jugador         | Goles | Local          | Resultado | Visitante        | Rep. |
| ----------- | --------------- | ----- | -------------- | --------- | ---------------- | ---- |
| 8 de marzo  | Cristian Bogado | 3     | Unión Comercio | 5 – 0     | Alianza Atlético | Rep. |
| 12 de marzo | Kevin Quevedo   | 4     | Alianza Lima   | 7 – 2     | Juan Aurich      | Rep. |
| 14 de mayo  | Danilo Carando  | 3     | Real Garcilaso | 7 – 0     | Juan Aurich      | Rep. |